# Goðaborg (berg)
Goðaborg är ett berg i republiken Island. Det ligger i regionen Austurland, 400 km öster om huvudstaden Reykjavík. Toppen på Goðaborg är 1 144 meter över havet.
Runt Goðaborg är det mycket glesbefolkat, med 3 invånare per kvadratkilometer. Närmaste större samhälle är Neskaupstaður, omkring 11 kilometer öster om Goðaborg. Trakten runt Goðaborg består i huvudsak av gräsmarker.